# Nico Vega
Nico Vega je americká alternativní rocková kapela z Los Angeles, Kalifornie, která vznikla v roce 2005 a sestává z hlavní zpěvačky Aji Volkmanové, kytaristy Richa Koehlera, a bubeníka Dana Epanda.
Skupina vydala dvě alba: Nico Vega (2009) a Lead To Light (2014).

## Historie
Aja Volkman začala psát skladby, když byla na střední škole v rodném Eugene, Oregonu. Později se přestěhovala do Los Angeles a začala sama vystupovat. Doufala, že nakonec založí kapelu. To se stalo v roce 2005, když k ní v noci po jedné show přišel Mike Peña s návrhem zpívat s ním a Richem Koehlerem. Kapela se nazvala Nico Vega podle Mikeovy matky. Nicméně v roce 2007 Mike opustil kapelu, aby se věnoval herectví a otcovství. V tomto bodě se ke kapele připojil Dan Epand jako nový bubeník a stal se hnací silou jejich pokračující tvořivosti. Dan Epand také spolupracuje na současném projektu Andyho Summerse (z The Police), Circa Zero.
Nico Vega získala pověst poutavé živé kapely, jezdící na turné mimo jiné s Gavinem Rossdalem (z kapely Bush) (2009), Neon Trees (2009, 2012), Manic Street Preachers (2009–2010), Metric (2010), She Wants Revenge (2011), Blondie (2011) a Imagine Dragons (2010, 2013, 2014). Měli také úvodní vystoupení pro No Doubt.

### Nico Vega (2009)
Nico Vega vydala několik nezávislých EP a nahrála vlastní videa, aby podpořila vydání své hudby. V roce 2009 kapela vydala jejich první regulérní album přes MySpace Records. Album bylo v koprodukci Tima Edgara, přítele kapely, a Lindy Perry (Pink, Gwen Stefani, Christina Aguilera). Linda byla v produkci tří písní z alba: "So So Fresh", "Wooden Dolls" a "Gravity". Album mixoval Tchad Blake (The Black Keys, Sheryl Crow). V roce 2013 Nico Vega vydala Fury Oh Fury EP a znovu vydala singl "Beast", který získal celostátní popularitu, když se objevil v traileru na BioShock Infinite, vedoucí k více než 5 milionům poslechů a stažení.

### Lead To Light (2014)
Druhé album Lead To Light bylo vydáno přes Five Seven Music 22. července 2014. Album bylo v koprodukci Dana Reynoldse (Imagine Dragons), Tonyho Hoffera (Beck, Fitz and the Tantrums, M83) a Tima Edgara (Nico Vega). Dan Reynolds byl také spoluautorem singlu "I Believe (Get Over Yourself)". Nico Vega zahrála "I Believe (Get Over Yourself)" v pořadu Big Morning Buzz Live kanálu VH1. Singl také zazněl v traileru na 4. sezónu americké televizní show Girls. Skladba "Lightning" byla napsána společně s členy kapely She Wants Revenge. NPR uvedl premiéru skladby "I'm On Fire" přes All Songs Considered a nabídl jí zdarma ke stažení. USA Today premiéroval skladbu "No Home".
Nico Vega vystoupila na festivalech Life Is Beautiful (2013), The Great Escape (2014), a Reading a Leeds (2014).

### Pauza na dobu neurčitou
Dne 6. července 2016 oznámila Aja Volkmanová v příspěvku na oficiální facebookové stránce kapely, že Nico Vega si bere pauzu na dobu neurčitou. Aja pokračovala omluvou fanouškům, že s nimi nebyla v lepším kontaktu, a zároveň poděkováním za jejich stálou podporu v průběhu let. K otázce, zda to znamená rozpad kapely, Aja řekla: "Nemůžu říct, že je navždy konec, protože nikdo nezná budoucnost. Ale prozatím konec je."

## Členové
Současní členové
- Aja Volkmanová – zpěv (2005–současnost)
- Rich Koehler – kytara (2005–současnost)
- Dan Epand – bubny (2007–současnost)

Bývalí členové
- Michael Peña – bubny (2005–2007)
- Jamila Weaver – baskytara (2012–2013)

## Diskografie

### Studiová alba
- Nico Vega (2009)[2]
- Lead To Light (2014)[3]

### EP
- Chooseyourwordspoorly (2006)[26]
- Cocaine Cooked the Brain (2007)[27]
- No Child Left Behind (2007)
- Nico Vega Covers Nico Vega and Rod Stewart (2011)[28]
- Fury Oh Fury (2013)[29]

### Singly
- "Beast" (2009, znovu vydán 2013)[30][31]
- "Bang Bang (My Baby Shot Me Down)" (2013)[32]
- "I Believe (Get Over Yourself)" (2014)[33][34]
- "Perfect Day" (2015)

## Videografie
| Název                           | Rok  | Režisér        | Album                  |
| ------------------------------- | ---- | -------------- | ---------------------- |
| "Burn Burn"                     | 2009 | SKINNY         | Nico Vega              |
| "Gravity"                       | 2010 | Marcus Dunstan | Nico Vega              |
| "So So Fresh"                   | 2012 |                | Nico Vega              |
| "We Are The Art"                | 2012 | Daniel Epand   | We Are the Art - singl |
| "Easier"                        | 2012 | Daniel Epand   | Easier - singl         |
| "Beast"                         | 2013 | Daniel Epand   | Fury Oh Fury EP        |
| "I Believe (Get Over Yourself)" | 2014 | Daniel Epand   | Lead To Light          |